# 孙方锡
孙方锡（1898年9月—？），字卓泉，山东青岛人，中国地理学者，德国耶拿大学博士，曾在青岛礼贤中学、山东大学、山东师范大学任教。

## 生平
孙方锡1898年9月生于德属胶澳租借地崂山北宅孙家村（今山东省青岛市崂山区北宅街道孙家社区），1921年毕业于青岛礼贤书院（今青岛九中），1926年考取官费留学生资格，赴德国耶拿大学攻读世界地理，1931年（一说1932年）获博士学位。回国后任青岛礼贤中学地理教师，后任教导主任，也曾任国立山东大学讲师、李村简易师范学校校长。1945年抗战结束后，孙方锡曾当选青岛市参议会议员、第一届国民大会青岛市代表，但后来被判决当选无效，由谈明华递补。
1950年，孙方锡代理礼贤中学校长。1952年到济南山东师范学院（今山东师范大学）地理系任讲师、副教授（有资料称曾任地理系主任），主要从事世界地理、各洲自然地理的教学研究工作，曾任山东地理学会理事长，1983年退休。卒年不详（1999年尚在世）。

## 延伸阅读
- Fang Si Sun, Die Entwicklung der chinesischen Kolonisation in Südasien (Nan-yang) nach chinesischen Quellen, Jena 1931